# Saint-Georges-du-Bois (Sarthe)
Saint-Georges-du-Bois ist eine französische Gemeinde mit 2.228 Einwohnern (Stand: 1. Januar 2022) im Département Sarthe in der Region Pays de la Loire. Saint-Georges-du-Bois liegt im Arrondissement Le Mans und gehört zum Kanton Le Mans-7 (bis 2015: Kanton Allonnes). Die Einwohner werden Boisgeorgiens genannt.

## Geographie
Saint-Georges-du-Bois liegt etwa acht Kilometer südwestlich vom Stadtzentrum Le Mans. Umgeben wird Saint-Georges-du-Bois von den Nachbargemeinden Pruillé-le-Chétif im Norden, Allonnes im Osten sowie Étival-lès-le-Mans im Süden und Westen.

## Bevölkerungsentwicklung
| Jahr                      | 1962 | 1968 | 1975 | 1982 | 1990 | 1999 | 2006 | 2012 |
| Einwohner                 | 593  | 578  | 782  | 1284 | 1625 | 1762 | 1781 | 1934 |
| Quelle: Cassini und INSEE |      |      |      |      |      |      |      |      |

## Sehenswürdigkeiten

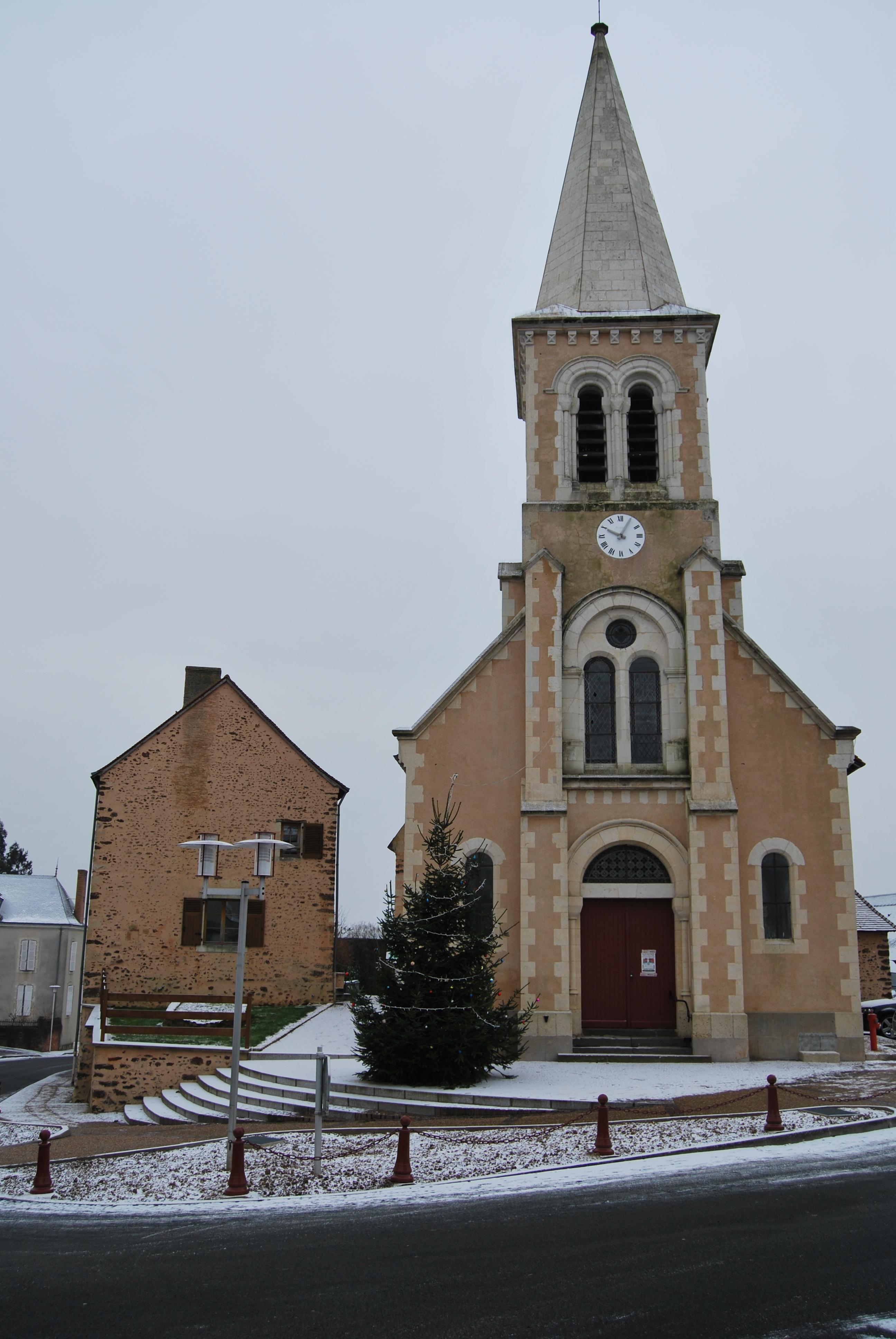
Kirche mit Pfarrhaus

- Kirche im 14. und 15. Jahrhundert erbaut mit Pfarrhaus
- Calvaire
- Park La Rivière

## Gemeindepartnerschaften
Mit der österreichischen Gemeinde Sankt Bartholomä in der Steiermark besteht seit 2001 eine Gemeindepartnerschaft.